# Abel Seyler
Abel Seyler (Liestal, 23 agosto 1730 – Rellingen, 25 aprile 1800) è stato un banchiere, attore teatrale e regista teatrale svizzero.
Già uomo d'affari, è diventato uno dei grandi registi europei del XVIII secolo. Nel corso della sua carriera è stato "il principale sostenitore del teatro tedesco", ed è ricordato per aver introdotto Shakespeare ad un pubblico di lingua tedesca ed aver promosso il concetto di "teatro nazionale" secondo la tradizione di Ludvig Holberg, dei drammaturghi dello Sturm und Drang e dell'opera tedesca. Nel 1769 ha fondato la Compagnia teatrale Seyler, una delle più famose compagnie europee tra il 1769 e il 1779, considerata da alcuni studiosi "la miglior compagnia teatrale tedesca di quel periodo."